# Triadelphia heterospora
Triadelphia heterospora är en svampart som beskrevs av Shearer & J.L. Crane 1971. Triadelphia heterospora ingår i släktet Triadelphia, divisionen sporsäcksvampar och riket svampar.   Inga underarter finns listade i Catalogue of Life.